# Малыгин, Юрий Владимирович
Ю́рий Влади́мирович Малы́гин (укр. Юрій Володимирович Малигін; 29 апреля 1971, Ворошиловград, Украинская ССР, СССР) — советский, украинский футболист, вратарь. Тренер.

## Биография

### Карьера игрока
Футболом начал заниматься с 6 лет, поступив в ворошиловградскую СДЮШОР «Заря», где его тренерами были Валерий Завенович Галустов и Владимир Григорьевич Петров. Вначале был нападающим, но в одном из матчей голкипер его юношеской команды получил травму, и защищать ворота тренер поручил рослому для своего возраста Малыгину.
Окончив спортшколу, играл в команде КФК «Стахановец», а во второй половине сезона 1988 года бал зачислен в перволиговую «Зарю». Дебютировал в основном составе 5 ноября, в выездном поединке против «Спартака» Орджоникидзе. Матч последнего тура уже не имел никакого турнирного значения, независимо от его результата «Заря» покидала высшую лигу. После первой половины игры ворошиловградская команда проигрывала со счётом 2:0, и Малыгин вышел на второй тайм, заменив основного голкипера Валентина Елинскаса. На 55 минуте поединка Василий Кульков забил третий мяч. Пропущенный гол стал первым в профессиональной вратарской карьере Малыгина. В сезоне 1989 года Малыгин практически не играл, будучи дублёром приглашённого из донецкого «Шахтёра» Сергея Золотницкого, поэтому после завершения сезона, перешёл в «Сталь» Коммунарск. В 1990 году Малыгин помог команде выступить в первенстве УССР, по итогам которого «Сталь» получила право со следующего сезона играть во второй лиге чемпионата СССР. В сезоне 1991 года коллектив занял 17 место в 1 зоне второй лиги и в следующем году стартовал в первой лиге чемпионата Украины. В этом сезоне Малыгин конкурировал за место в составе с другим голкипером — Александром Ногиным. Первую часть сезона ворота защищал Малыгин, а во втором круге со старта выходил уже Ногин. «Сталь» по итогам первенства заняла 9 место, сохранив за собой место в перволиговом турнире. В 1993 году Ногин перешёл в запорожское «Торпедо», и Малыгин стал основным голкипером команды.
Перед началом сезона 1995/96 Малыгин вернулся в «Зарю-МАЛС». Дебют в высшей лиге Украины состоялся 29 июля 1995 года в выездном поединке 2 тура «Нива» (Тернополь) — «Заря МАЛС». Малыгин вышел на поле на 34 минуте матча, заменив Серченко. Луганская команда к этому времени проигрывала 0:3. Малыгин голов не пропустил, но команда проиграла. В целом сезон луганчане провели крайне неудачно. Клуб испытывал проблемы с финансированием, по ходу сезона в команде сменилось три главных тренера. Даже хорошая игра Малыгина, отразившего в чемпионате 5 пенальти, не смогла спасти «Зарю» от понижения в классе. Следующий сезон луганский клуб провёл в первой лиге. Малыгин был не только основным голкипером, но и капитаном команды.
В 1997 году перешёл в мариупольский «Металлург», куда его пригласил тренер Юрий Погребняк. Но под руководством нового наставника вратарь провёл только одну игру, против полтавской «Ворсклы». После этого поединка тренер был обвинён в избиении судьи матча и дисквалифицирован. У руля команды стал новый наставник — Николай Павлов. Малыгин сыграл в трёх матчах, но из-за полученной травмы и длительного восстановления потерял место в стартовом составе. Набирать форму приходилось в чемпионате области, играя за команду «Эллада-Энергия», которой руководил бывший наставник голкипера Юрий Погребняк.
В 1999 году Малыгин стал игроком команды первого российского дивизиона «Кристалл» (Смоленск), где выступал под началом тренера Курбана Бердыева. В 2001 году перешёл в «Динамо» Санкт-Петербург, игравшее во втором дивизионе ПФЛ. По итогам сезона команда стала победителем зоны «Запад» и в стыковых матчах за выход в первый дивизион встретилась с липецким «Металлургом». В первом поединке динамовцы обыграли соперника со счётом 2:0, а Малыгин стал одним из героев матча, в конце первого тайма отразив пенальти. В ответной игре «Динамо» уступило 0:1, но по итогам двух поединков завоевало путёвку в первый дивизион. Следующий сезон вратарь провёл в команде второго дивизиона «Лукойл» (Челябинск), с которой занял 3 место в зоне «Урал». Последним российским клубом в карьере голкипера стало «Динамо» Ставрополь в первой части сезона 2003 года.
Перед началом чемпионата 2003/04 Малыгин вернулся в луганскую «Зарю», с которой провёл первый круг. Во второй части чемпионата, сыграв несколько поединков за житомирское «Полесье», принял решение завершить профессиональную карьеру, продолжив ещё некоторое время выходить в составе любительского «Шахтёра» Свердловск, выступавшего в первенстве Луганской области.

## Карьера тренера
В 2005 году Малыгин перешёл на тренерскую работу, занимаясь с игравшей в чемпионате Луганской области второй командой «Зари», тренировал дублирующий состав луганчан и входил в тренерский штаб Юрия Коваля, под руководством которого «Заря» вернулась в элитный дивизион. Старт в высшей лиге для команды выдался неудачным. «Заря» в трёх матчах взяла только одно очко, после чего руководством клуба был отправлен в отставку Коваль. К поединку 4 тура против киевского «Динамо» команду готовил временно исполняющий обязанности главного тренера Юрий Малыгин. Дебютный для него матч завершился поражением луганчан 1:2, при этом подопечные Малыгина показали неплохую игру. К следующему матчу коллективу был представлен новый наставник — Владимир Бессонов. Но и ему существенно поправить турнирное положение команды не удалось. В конце октября тренер покинул «Зарю». Оставшиеся до окончания первого круга матчи команда доигрывала под руководством Малыгина, сумев одержать две победы над «Таврией» и алчевской «Сталью» с одинаковым счётом 1:0, проиграв на выезде «Днепру». К весенней части чемпионата коллектив продолжил готовить Малыгин, но уже после стартового поединка второго круга главным тренером был назначен очередной наставник — Александр Косевич.
В 2007 году Малыгин возглавил тренерский штаб команды второй лиги «Коммунальник» (Луганск). После стартовых матчей сезона 2007/08 Малыгин оставил тренерский мостик, став спортивным директором клуба. В мае 2008 года, после того как луганскую команду покинул её наставник Анатолий Куксов, Малыгин вернулся на должность главного тренера. Уверенно отыграв матчи второго круга, команда стала победителем группы «Б» и получила путёвку в первую лигу. В августе тренер покинул клуб, к тому времени переживавший серьёзные финансовые проблемы и впоследствии прекративший выступления в первой лиге.
В дальнейшем Малыгин работал с рядом команд второй лиги — 2009 год провёл во главе тренерского штаба команды «Горняк-Спорт», во втором круге первенства 2009/10 возглавлял «Полтаву», с которой занял 3 место в группе «Б». Осенью 2010 года непродолжительное время работал с командой «Рось» (Белая Церковь). В 2011 году тренировал клуб «Лисичанск», выступавший в чемпионате Луганской области.
В феврале 2013 года Малыгин принял предложение возглавить тренерский штаб молдавского клуба «Нистру» (Отачь), став по ходу сезона уже третьим наставником команды. Под руководством Малыгина «Нистру» успел провести два поединка, одержав победу над «Зимбру» 2:0 и проиграв «Рапиду» 1:3. В середине марта Малыгина на тренерском мостике сменил Владимир Лютый. Малыгин остался работать в клубе помощником главного тренера. Но на этом тренерская чехарда не прекратилась. Спустя месяц Лютый покинул свой пост, перейдя в «Рапид», а Малыгин снова встал во главе тренерского штаба «Нистру».
С 4 октября 2014 года — генеральный директор Луганского футбольного союза ЛНР.

## Семья
Отец Владимир Малыгин — футболист, чемпион СССР 1972 года. Младший брат Александр также профессиональный футболист.